# Diamante Akbar Shah
El Akbar Shah, también conocido como el Lustre del Trono del Pavo real, es un diamante que data de la dinastía mogol de la India (hacia 1550). Es un diamante irregular, con forma de pera y tono verde claro, con un peso de 73,60 quilates.
Los nombres de tres emperadores mogoles, Akbar, Jahangir y Sha Jahan, estaban elegantemente grabados en sus facetas, lo que le daba un considerable valor añadido histórico. Sin embargo, las inscripciones resultaron destruidas cuando se modificó la talla del diamante en 1866. A comienzos del siglo XXI, se cree que la piedra sigue perteneciendo a la familia del maharajá del Estado de Baroda en la India.

## Historia
El diamante Akbar Shah se encontró en las famosas minas de Golconda (India) y, por lo tanto, forma parte del grupo de piedras conocidas colectivamente como diamantes de Golconda. El Akbar Shah fue propiedad del emperador mogol Akbar, de ahí su nombre. Fue grabado en dos caras con inscripciones en árabe por orden de su nieto Sha Jahan. La traducción al español es «Shah Akbar, el Shah del Mundo, 1028» y «Al Señor de los Dos Mundos, 1039». Las fechas se dan según los años del calendario musulmán, y corresponden a 1618 y 1629 de la era cristiana.
Algunos historiadores creen que esta célebre gema fue colocada como uno de los ojos del pavo real en el fabuloso Trono del Pavo real. Sin embargo, otros estudiosos sugieren la posibilidad de que se tratase de uno de los deslumbrantes diamantes rodeados de esmeraldas y rubíes, suspendidos frente al trono.

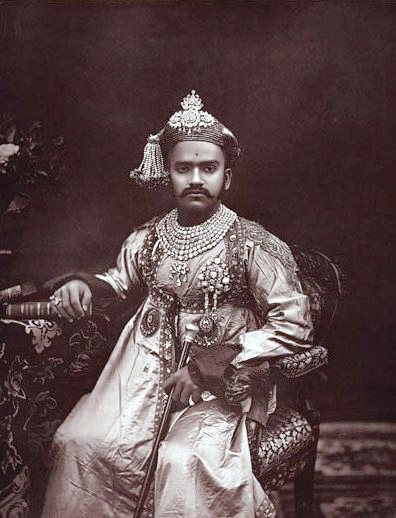
Maharajá Sayaji Rao Gaekwa III de Baroda

En cualquier caso, el diamante desapareció. Si hubiera estado engastado en el Trono del Pavo Real, habría desaparecido cuando el emperador persa de la dinastía afsárida, Nader Sah, se apoderó del trono junto con otros tesoros saqueados en 1739. El trono se perdió camino a Irán en una batalla con los kurdos, quienes lo desmembraron por el valor de los metales preciosos y de las piedras.
La piedra reapareció finalmente en Turquía, donde se le había dado el nuevo nombre de «Piedra del Pastor». Fue adquirida en 1866 en Estambul por el comerciante londinense George Blogg, quien encargó a Levi Moses Auerhaan que la tallara en forma de gota. Lamentablemente, las inscripciones históricas se destruyeron en el proceso. La piedra, cuyo peso original era de 120 quilates árabes (unos 119 quilates métricos, 23 g), se redujo a 73,60 quilates métricos (14,34 g). Al año siguiente, el diamante fue adquirido por Malhar Rao Gaekwad de Baroda, India, por lo que se dice que fueron 350.000 rupias (unas 26.000 libras esterlinas de la época).
En 1926, el nuevo gobernante de Baroda, Sayaji Rao Gaekwa III, encargó al joyero Jacques Cartier que engastara la piedra en platino, junto con el resto de su colección de joyas. El nuevo metal se estaba poniendo más de moda que el oro. El diamante, junto con otros diamantes mundialmente famosos como la Estrella del Sur y el Emperatriz Eugenia, figuraba en la lista de propiedades consignadas en la declaración del impuesto sobre el patrimonio del difunto Fatehsinh Rao Gaekwa, con fecha del 31 de marzo de 1988. Posteriormente, su esposa, Shanta Devi, también mencionó el diamante en su declaración del impuesto sobre el patrimonio. Se desconoce si la piedra sigue en posesión de la familia o si se ha vendido, al igual que la Estrella del Sur.